# Дулин, Виктор Алексеевич
Виктор Алексеевич Дулин (р. 23 февраля 1934) — советский и российский физик. Доктор физико-математических наук, профессор. Главный научный сотрудник Физико-энергетического института. Профессор кафедры ядерной физики Обнинского института атомной энергетики.

## Биография
Виктор Дулин родился 23 февраля 1934 года.
Доктор физико-математических наук, профессор.
Главный научный сотрудник Физико-энергетического института.
Профессор кафедры ядерной физики Обнинского института атомной энергетики.

### Монографии
- Дулин В. А. Возмущение критичности реакторов и уточнение групповых констант. — М.: Атомиздат, 1979. — 87 с.
- Дулин В. А., Михайлов Г. М. Влияние гетерогенной структуры реактора на определяемую реактивностным методом величину К. — Обнинск: ФЭИ, 1991. — 13 с.

### Учебные пособия
- Дулин В. А. Лабораторный практикум по курсу «Экспериментальные методы ядерной физики»: Для студентов специальности 10.10, 10.11 / Обнинский институт атомной энергетики, Физико-энергетический факультет. — Обнинск: ИАТЭ, 1992. — 37 с.
- Дулин В. А. Основы теории ядерных реакций: Учебное пособие по курсу «Методы расчета нейтрон. сечений» / Обнинский институт атомной энергетики, Физико-энергетический факультет. — Обнинск: ИАТЭ, 1994. — 94 с.

### Статьи
- Бежунов Г. М, Дулин В. А., Дулин В. В., Матвеенко И. П. Перспективные методы контроля плутониевых изделий в контейнерах // Доклад на 3 - х сторонней встрече экспертоа России, США и МАГАТЭ. Обнинск, 10-13 марта 1998 г.
- Дулин В. А., Дулин В. В. Измерения подкригических состояний размножающих сред // Атомная энергия. 1999. Т. 86. Вып. 2. С. 99 - 103.
- Грабежной В. А., Дулин В. А., Дулин В. В., Михайлов Г. М. К вопросу определения умножения нейтронов в глубокоподкритических системах // Известия высших учебных заведений. Ядерная энергетика. Обнинск 2006. № 3. С. 34-43.
- Дулин В. А., Дулин В. В. Определение подкритичности приемного бака цеха радиоактивных отходов. Отчет 9802 - Обнинск: ФЭИ, 1998.
- Дулин В. А., Дулин В. В., Павлова О. Н. Определение умножения нейтронов в приемной ёмкости цеха радиоактивных отходов. Препринт 3069 - Обнинск: ФЭИ, 2006.